# ایگور چیبیرو
ایگور چیبیرو (اوکراینی: Ігор Вікторович Чибирєв؛ زادهٔ ۱۹ آوریل ۱۹۶۸) بازیکن هاکی روی یخ اهل کانادا است. او همچنین از بازیکنان هاکی روی یخ در المپیک زمستانی ۲۰۰۲ بوده است.